# Théorème de Wigner-Eckart
Le théorème de Wigner-Eckart est un théorème de la théorie de la représentation fort utile en mécanique quantique. Ce théorème permet d'exprimer les éléments de matrice d'un opérateur tensoriel sphérique sur une base d'états propres d'harmoniques sphériques en termes du produit de deux termes : un coefficient de Clebsch-Gordan et un autre terme indépendant de l'orientation du moment angulaire.
Le théorème a la formulation suivante :
Soit un opérateur tensoriel {\displaystyle T^{(k)}}. Alors, pour deux états de moment angulaire {\displaystyle j} et {\displaystyle j'}, il existe une constante {\displaystyle \langle j\|T^{(k)}\|j'\rangle } telle que, pour tout {\displaystyle m}, {\displaystyle m'} et q, la relation suivante soit vérifiée :
{\displaystyle \langle j\,m|T_{q}^{(k)}|j'\,m'\rangle =\langle j'\,m'\,k\,q|j\,m\rangle \langle j\|T^{(k)}\|j'\rangle }
où
- {\displaystyle T_{q}^{(k)}} est la q-ième composante de l'opérateur tensoriel sphérique {\displaystyle T^{(k)}} de rang k,
- {\displaystyle |jm\rangle } est un état propre de moment angulaire total J2 et sa composante Jz,
- {\displaystyle \langle j'm'kq|jm\rangle } est le coefficient de Clebsch-Gordan du recouplement de j′ avec k pour obtenir j, et
- {\displaystyle \langle j\|T^{(k)}\|j'\rangle } est [1] une constante qui ne dépend pas de m, m′, ou q et qui est appelée élément de matrice réduit.

Ce théorème est particulièrement utile car son utilisation permet d'identifier rapidement des éléments de matrice qui s'annulent.